# 雄勝石
雄勝石（おかちいし、おがついし）は、宮城県石巻市雄勝（おがつ）地区（旧・雄勝町）に産出する、黒色で光沢がある硬質の石材（粘板岩）。粒子が均質で圧縮や曲げに高い強度を持ち、経年変化等への耐性が高い。北上山系登米層の古生界上部ペルム系の地層に産する。

## 用途・歴史
硯（雄勝硯）や葺石、工芸品などの制作に使われてきた。雄勝硯は江戸時代初期の元和年間（1615年-1624年）、牡鹿半島へ鹿狩り訪れた仙台藩主伊達政宗に献上され、称された。二代目藩主伊達忠宗は雄勝硯師を藩お抱えとしたほか、雄勝石産地を「お止め山」として一般の採石を禁じて保護した。近現代も愛用され、1985年（昭和60年）に通商産業大臣（当時）より伝統的工芸品に指定された。
東日本大震災（2011年）で硯工場が被災し、職人が産地を離れるなどの被害を受けた。現在では硯の代わりに、高級食器に加工した「雄勝石皿」が主力製品となっている。
屋根材としては、天然スレートとして屋根材に使われた。法務省旧本館、神長官守矢史料館、東京駅丸の内駅舎（スペイン産併用）などがある。
古くは雄勝石でめんこが作られており、顔立ちが整っていない不器量な女性を指す俗語「おかちめんこ」は雄勝石で作っためんこが地に擦れて変形したものからの連想が語源といわれている。

## 類似の石材
- 屋根石は、フランス産、スペイン産等のスレートが多いが、日本産では雄勝石の他に笏谷石（福井城、丸岡城の屋根材などに使われる。）、大谷石（栃木県産で土蔵などの屋根材にも使われる。）、鉄平石（長野県産で屋根や壁材などに使われる。）、対馬あそう石などが知られる。
- 日本では硯石として雄勝石以外にも雨畑石（山梨県産の黒い硯の材料）、赤間石（山口県産の赤い硯の材料）、那智黒石（和歌山県産で硯や碁石等の材料）、三原石（高知県三原村産の黒い硯の材料）龍渓石（長野県辰野町産の黒い硯の材料）などが知られる。

## 参考資料
- 藤森照信『建築探偵東奔西走』朝日新聞社
- 藤森照信『タンポポハウスができるまで』朝日新聞社